# Supercopa Europeia de 1984
A Supercopa Europeia de 1984 foi disputada entre Juventus e Liverpool. O resultado da partida foi de 2-0.

## Detalhes
| 16 de janeiro de 1985 | Juventus        | 2–0 | Liverpool | Stadio Comunale, Turin                                     |
| 20:30 CET             | Boniek 39', 79' |     |           | Público: 55,384 Árbitro: Dieter Pauly (Alemanha Ocidental) |

|                     |    |                   |  |
|                     |    |                   |  |
| GK                  | 1  | Luciano Bodini    |  |
| DF                  | 2  | Luciano Favero    |  |
| DF                  | 3  | Antonio Cabrini   |  |
| MF                  | 4  | Massimo Bonini    |  |
| DF                  | 5  | Sergio Brio       |  |
| DF                  | 6  | Gaetano Scirea    |  |
| FW                  | 7  | Massimo Briaschi  |  |
| MF                  | 8  | Marco Tardelli    |  |
| FW                  | 9  | Paolo Rossi       |  |
| MF                  | 10 | Michel Platini    |  |
| MF                  | 11 | Zbigniew Boniek   |  |
| Substitutos:        |    |                   |  |
| GK                  | 12 | Stefano Tacconi   |  |
| DF                  | 13 | Nicola Caricola   |  |
| MF                  | 14 | Cesare Prandelli  |  |
| MF                  | 15 | Bruno Limido      |  |
| MF                  | 16 | Beniamino Vignola |  |
| Treinador:          |    |                   |  |
| Giovanni Trapattoni |    |                   |  |

|              |    |                  |  |     |
|              |    |                  |  |     |
| GK           | 1  | Bruce Grobbelaar |  |     |
| RB           | 2  | Phil Neal        |  |     |
| LB           | 3  | Alan Kennedy     |  |     |
| CB           | 4  | Mark Lawrenson   |  | 46' |
| RM           | 5  | Steve Nicol      |  |     |
| CB           | 6  | Alan Hansen      |  |     |
| CF           | 7  | Paul Walsh       |  |     |
| LM           | 8  | Ronnie Whelan    |  |     |
| CF           | 9  | Ian Rush         |  |     |
| CM           | 10 | Kevin MacDonald  |  |     |
| CM           | 11 | John Wark        |  |     |
| Substitutos: |    |                  |  |     |
| DF           | 12 | Jim Beglin       |  |     |
| GK           | 13 | Bob Bolder       |  |     |
| DF           | 14 | Gary Gillespie   |  | 46' |
| MF           | 15 | Sammy Lee        |  |     |
| MF           | 16 | Jan Mølby        |  |     |
| Treinador:   |    |                  |  |     |
| Joe Fagan    |    |                  |  |     |